# Philautus hosii
Espèce
Synonymes
- Rhacophorus hosii Boulenger, 1895

Statut de conservation UICN

 LC  : Préoccupation mineure
Philautus hosii est une espèce d'amphibiens de la famille des Rhacophoridae.

## Répartition
Cette espèce est endémique de Bornéo,. Elle se rencontre du niveau de la mer jusqu'à 350 m d'altitude :
- en Malaisie orientale ;
- en Indonésie dans l'ouest du Kalimantan.

## Étymologie
Cette espèce est nommée en l'honneur de Charles Hose.

## Publication originale
- Boulenger, 1895 : Descriptions of Four new Batrachians discovered by Mr. Charles Hose in Borneo. Annals and Magazine of Natural History, ser. 6, vol. 16, p. 169-170 (texte intégral).